# Crispy Park
『Crispy Park』（クリスピー・パーク）は、日本の音楽グループEvery Little Thingが2006年8月9日に発売した7枚目のオリジナルアルバムである。

## 概要
オリジナルアルバムとしては前作『commonplace』からおよそ2年半ぶりのリリースとなる。デビュー10周年に合わせてリリースされた。
アルバムタイトルは造語であり、伊藤一朗が「Crispy」という単語を使いたいと提案し、その後「Park」が付け足された。
初回限定盤はDVD付き、リボン付き全60P豪華ブックスタイル仕様となっている。

## 収録曲

### CD
1. ハイファイ メッセージ
作詞：持田香織 / 作曲：HIKARI / 編曲：HIKARI & Every Little Thing
30thシングル。
TBS系TV「王様のブランチ」6月・7月エンディングテーマ
2. スイミー
作詞：持田香織 / 作曲：早川大地 / 編曲：中村康就 & Every Little Thing
関西テレビ・フジテレビ系火曜22時ドラマ「結婚できない男」主題歌
後に31stシングルとしてシングルカット。
3. 風待ち心もよう
作詞：持田香織 / 作曲：HIKARI / 編曲：林真史 & Every Little Thing
4. 雨の鳴る夜、しずくを君に
作詞：持田香織 / 作曲：多胡邦夫 / 編曲：十川知司 & Every Little Thing
5. 恋文
作詞：持田香織 / 作曲：HIKARI / 編曲：HIKARI & Every Little Thing
27thシングル。
ノーベル製菓「はちみつきんかんのど飴」CMソング
6. スカーレット
作詞・作曲：持田香織 / 編曲：村田昭 & Every Little Thing
伊藤曰くテンポが早く、レコーディングの際は汗だくになりながら、行ったとのことで、持田自身も音域が広く歌うのが大変だったとのこと[1]。
7. SWEET EMERGENCY
作曲：伊藤一朗 / 編曲：中村康就&伊藤一朗）
インスト。
8. あすの心
作詞：持田香織 / 作曲：中野雄太 / 編曲：YANAGIMAN & Every Little Thing
9. きみの て
作詞：持田香織 / 作曲：HIKARI / 編曲：HIKARI & Every Little Thing
28thシングル。
ニベア花王「アトリックス うるおいパッククリーム」CMソング
10. いずれもROMANTIC
作詞：持田香織 / 作曲：伊藤一朗 / 編曲：中村康就&伊藤一朗
11. azure moon
作詞：持田香織 / 作曲：HIKARI / 編曲：HIKARI & Every Little Thing
29thシングル。
日本テレビ系全国ネット「イッテQ!」3月エンディングテーマ
日本テレビ系全国ネット「音楽戦士 MUSIC FIGHTER」3月POWER PLAY
12. I MET YOU
作曲：伊藤一朗 / 編曲：中村康就&伊藤一朗
インスト。
13. good night
作詞：持田香織 / 作曲：HIKARI / 編曲：HIKARI & 伊藤一朗
27thシングル。
ナムコ「テイルズ オブ リバース」主題歌

### 初回限定盤DVD
1. 「ハイファイ メッセージ」Photo shoot off-shot
2. 「Crispy Park」Photo shoot off-shot
3. 「X'mas Acoustic Live at 浦上天主堂 〜愛の謳〜」
  1. nostalgia
  2. water(s)
  3. ソラアイ
  4. 五月雨
  5. 愛の謳

## 参加ミュージシャン
- 十川知司：Keyboards, Programming (4)
- HIKARI：Keyboards, Programming (1.5.9.11.13)
- 中村康就：Keyboards, Piano, Programming (2.7.10.12)
- 林真史：Keyboards, Programming (3), Piano (5.13)
- YANAGIMAN：Keyboards, Programming (8)
- 村田昭：Keyboards, Programming (6)
- 加藤薫：Acoustic Guitar (2)
- 笠原直樹：Bass (2.3.6)
- 山口鷹：Drums (3)
- 種子田健：Bass (4)
- 小関純匡：Drums (6)
- 田邊晋一：Percussion, Glockenspiel (6)
- 後藤勇一郎ストリングス：Strings (5)
- クラッシャー木村ストリングス：Strings (11)
- Taki06R：Scratch (8)